# Алгуд (Тенеси)
Алгуд (енгл. Algood) град је у америчкој савезној држави Тенеси.

## Демографија
По попису из 2010. године број становника је 3.495, што је 553 (18,8%) становника више него 2000. године.
| Група             | 2000.         | 2010.         |
| Белци             | 2.711 (92,1%) | 3.189 (91,2%) |
| Афроамериканци    | 145 (4,9%)    | 117 (3,3%)    |
| Азијати           | 12 (0,4%)     | 29 (0,8%)     |
| Хиспаноамериканци | 32 (1,1%)     | 87 (2,5%)     |
| Укупно            | 2.942         | 3.495         |